# ساکسوفون سوپرانو
ساکسوفون سوپرانو (انگلیسی: Soprano saxophone) سازی در اندازه ای کوچک از خانواده ساکسوفون است. این ساز از دسته سازهای انتقالی در «سی بمل» محسوب می‌شود و بر خلاف دیگر خانواده ساکسوفون دهانهٔ آن انحنا ندارد و صاف است.